# فيرنر هوفمان
فيرنر هوفمان (بالألمانية: Werner Hofmann) هو عالم فيزياء فلكية وفيزيائي ألماني، ولد في 11 نوفمبر 1952 في بادن بادن في ألمانيا.